# Obergösgen
Obergösgen est une commune suisse du canton de Soleure, située dans le district de Gösgen.

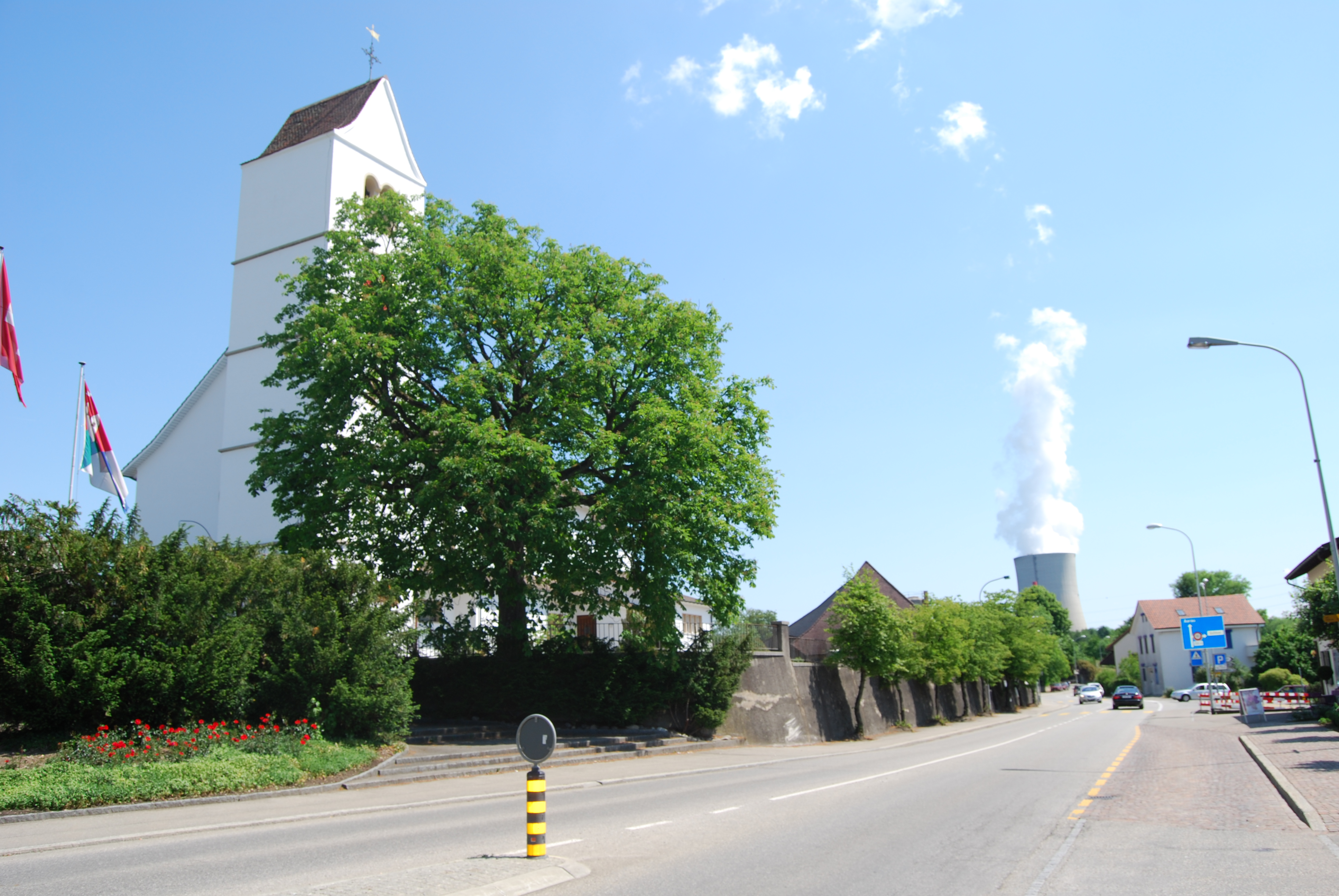
Obergösgen

Vue aérienne (1970)